# Rhabdomastix (Rhabdomastix) nebulifera
Rhabdomastix (Rhabdomastix) nebulifera is een tweevleugelige uit de familie steltmuggen (Limoniidae). De soort komt voor in het Palearctisch gebied.